# ダグラス・ロウ
ダグラス・ロウ (Douglas Gordon Arthur Lowe、1902年8月30日- 1981年3月30日)は、イギリスの元陸上競技選手。1924年パリオリンピック、1928年アムステルダムオリンピックの男子800mの金メダリストである。

## 経歴
イギリス中部マンチェスター出身のロウは、パブリックスクールに入学するとすぐに中距離ランナーとして頭角を現す。1920年のパブリックスクールの競技会で880ヤード走に出場し優勝している。その後ロウはケンブリッジ大学ペンブルック・カレッジに進学し法律を学ぶ。その傍らサッカーあるいは陸上に取り組んでいた。1922年、1923年のオックスフォード大学との対抗戦で880ヤード走を制覇。さらに1924年には1マイル走と半マイル走も制している。
ロウは1924年パリオリンピックの代表に選ばれる。この大会では800mに出場し、優勝候補と目されていた同じイギリスのヘンリー・スタラード(Henry Stallard)を下して金メダルを獲得。1分52秒4のタイムはヨーロッパ新記録であった。
ロウは、1927年、1928年と英国選手権の440ヤード、880ヤードを制する。1928年アムステルダムオリンピックでは前回大会と同じ800mに出場、多くの強豪選手が集う中、1分51秒8の自己ベストをたたき出し2大会連続の金メダルを獲得した。

## その後
ロウは1928年のシーズンを以って競技から引退し、ロンドンのインナーテンプル法学院で法律の勉強を始める。1931年から1938年までイギリスの体育協会の会長を務めた。優れた法曹としての経歴を積んだ後1964年には、イギリス刑事法院の市裁判官に就任した。